# نيلة نظير
نيلة نظير (30 مارس 1989 - ) هي لاعبة كريكت باكستانية. شاركت مع منتخب باكستان للكريكت.

## وصلات خارجية
- نيلة نظير على موقع إي آس بي آن كريك إنفو (الإنجليزية)